# Cerro Bolívar
El Cerro Bolívar es una montaña en Venezuela cuya altura máxima toca los 780 metros. Se encuentra ubicada en el Estado Bolívar, cerca de la población de Ciudad Piar, a unos 77 km al sur de Ciudad Bolívar, capital del mismo estado. Este ha sido descrito como el lugar con «la concentración más rica del mineral de hierro en la superficie de la Tierra». Se estima que la mitad del cerro consiste de minerales ferrosos de alta calidad (aproximadamente medio millón de toneladas).
El inicio de la explotación formal a gran escala se da a principios de los años 50 mediante concesiones a la empresa Orinoco Mining, filial de la U.S. Steel. En 1975 la operación minera fue nacionalizada bajo el gobierno del presidente Carlos Andrés Pérez.